# 31 Рыси
31 Рыси — четвёртая по яркости звезда созвездия Рыси. Её видимая звёздная величина +4.25 и спектральный класс K4.5III-IIIb. Традиционными наименованиями этой звезды являются Alsciaukat, от араб. الشوكة‎ aš-šawkat «шип», и Mabsuthat от араб. المبسوطة‎ al-mabsūtah «вытянутая или протянутая лапа».

## Классификация
31 Рыси — оранжевый гигант, расположенный на расстоянии около 390 световых лет от Земли. Масса звезды почти в 5 раз больше солнечной, радиус в 28,7 раза превосходит солнечный радиус. Светимость мощнее солнечной в 242 раза, температура поверхности составляет около 4250 Кельвинов.